# Origini del punk rock

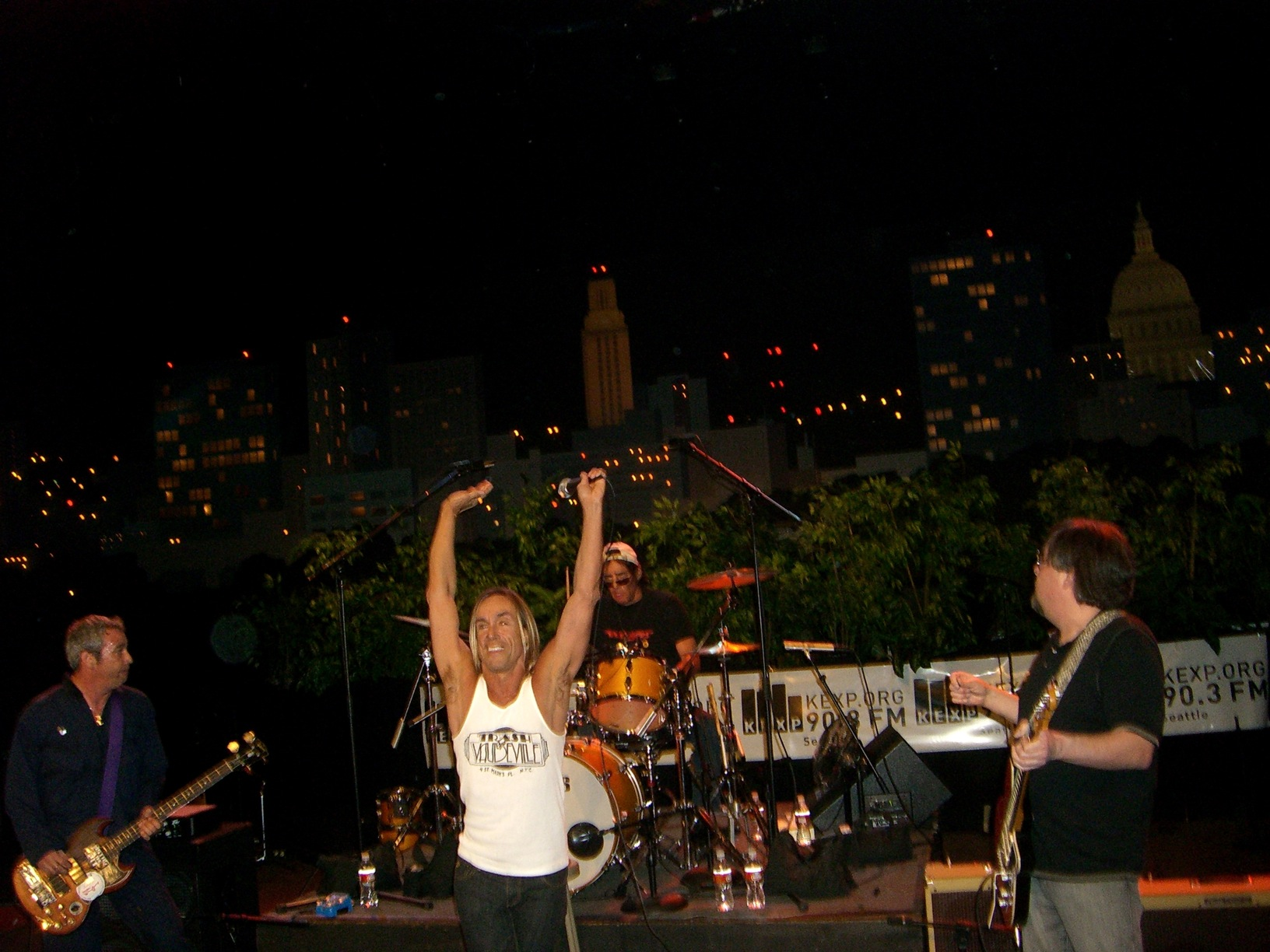
Stooges in concerto a New York nel 2007.

Le origini del punk rock (fenomeno noto anche come punk 77) possono essere ritrovate nelle sperimentazioni di band rock come The Who, Velvet Underground e New York Dolls, che attraversarono il momento chiave e fondamentale all'inizio degli anni settanta, a Detroit (USA), quando un ragazzo che prenderà il nome di Iggy Pop e altri amici fondano la band The Stooges che, sebbene abbia avuto una notorietà e un successo commerciale inferiore a quello dei primi protagonisti del punk rock, ha un ruolo fondamentale della nascita del genere.
Gli Stooges, infatti, pur non caratterizzandosi per la talentuosità e l'eclettismo tecnico tipici delle band citate poco sopra, divengono fondamentali sotto due principali profili. Innanzitutto, l'aggressività e la velocità della musica, che prevede chitarre distorte, riff abbastanza semplici così come le linee di basso, e batteria molto presente. A ciò si aggiunge l'intensità delle esibizioni musicali, il modo di porsi frequentemente di rottura e di contrapposizione.
La band si scioglie nel 1974 ma a quel punto la sua influenza soprattutto negli USA era già notevole. Tra tutti i giovani fan di Iggy Pop e compagni, quelli che certamente avranno più fortuna sono Jeff Hyman e John Cummings, due ragazzi di New York accomunati dalla passione per il rock che di lì a poco prenderanno i nomi di Joey Ramone e Johnny Ramone, che insieme a Douglas Glenn Colvin (Dee Dee Ramone) e Tamás Erdélyi (Tommy Ramone), formeranno la prima vera e propria band punk rock della storia musicale, i Ramones. Da questo momento l'evoluzione del genere si divide in tre principali zone: New York, Los Angeles e il Regno Unito.

## New York

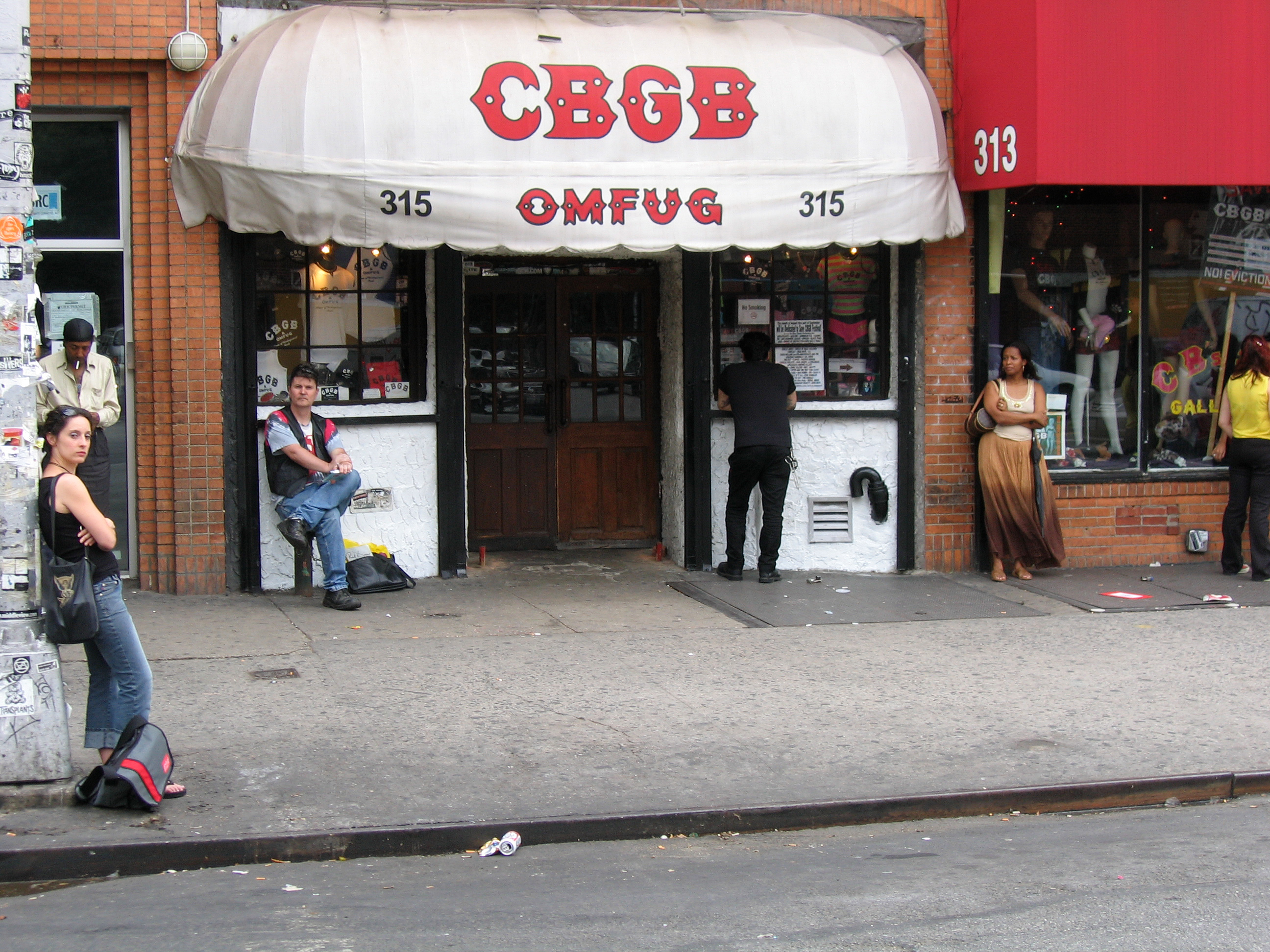
Il CBGB, locale di New York dove il movimento punk rock si è sviluppato.

Inizialmente la scena si sviluppò negli Stati Uniti, attorno all'area di New York e dintorni, e generalmente nella East Coast degli Stati Uniti.
Sebbene alcuni ritengano che la nascita del punk rock sia avvenuta grazie agli Stooges, è in genere maggiormente riconosciuto che la prima band fossero, appunto i Ramones, noti anche come i "Fast Four", nome che si rifà a quello dei Fab Four.
Il primo lavoro, Ramones, del 1976, anticipa di un anno quelli dei gruppi britannici. Il loro era un rock & roll sporco, ispirato ad artisti classici come Rolling Stones e The Who e soprattutto, come detto, Stooges, ma più grezzi e meno tecnici, secondo alcuni ispirato dal garage rock, anch'esso un genere tendenzialmente più grezzo e sporco, e altre forme di rock & roll come il surf.
Questi gruppi vennero ribattezzati proto-punk, come i New York Dolls, The Heartbreakers, Television, MC5, Talking Heads e altri. Fondamentale in tutto questo fu l'attività svolta da un piccolo locale sito a Manhattan, il CBGB, in cui tutte queste band erano solite suonare molto frequentemente. I primi critici musicali entrati nel club, rimasero sconvolti.
Anche la band Television, citata sopra, suonava molto frequentemente al CBGB, sebbene la loro musica non sia ritenuta pienamente punk rock. Tuttavia ebbe un'importanza notevole soprattutto per la creazione dello stile "estetico" punk. Il bassista Richard Hell, infatti, fu il primo a creare il look composto da giubbotti di pelle, t-shirt e capelli corti con la "cresta".
Un'altra frequentatrice del CBGB fu Patti Smith, con la sua musica tematica femminista. Il suo album di debutto Horses, fu di notevole importanza per la genesi del punk rock e venne pubblicato contemporaneamente (novembre 1975) al celebre singolo dei Ramones Blitzkrieg Bop.
La scena di New York e della Est Coast, fu la prima a svilupparsi, anche grazie a gruppi formati in precedenza nelle stesse località, che ispirarono e anticiparono l'ondata punk. In pratica fu la scena che diede origine al movimento, già dai primi anni settanta.
Tra i primi a essere riconosciuti come punk rock furono già citati Ramones, nati a New York nel 1974. Altri importanti esponenti del punk rock statunitense furono Dead Boys, Iggy Pop & The Stooges e altri.

## Regno Unito

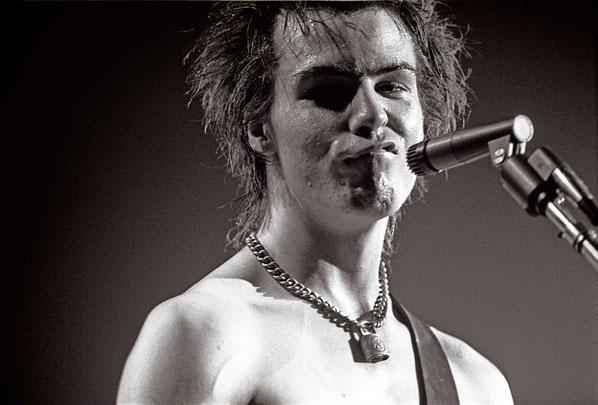
Sid Vicious,ex bassista dei Sex Pistols.

La scena presto migrò anche oltre oceano, più precisamente nel Regno Unito.
Nonostante una quasi identità stilistica, in Europa il genere si caratterizza per una estrema politicizzazione nei testi e nei comportamenti. I moti del 1968, la crisi economica e la forte contrapposizione politica del momento sono l'humus in cui, soprattutto a Londra, nascono le prime band punk rock.
Personaggio chiave nella migrazione in Europa del punk rock fu Malcolm McLaren che dopo un breve periodo da manager dei New York Dolls, nel maggio del 1975 fece ritorno a Londra ispirato dall'ambiente che aveva conosciuto a New York e al CBGB. Egli decise innanzitutto di aprire un negozio di abbigliamento (col nome SEX) specializzato in vestiti all'epoca non alla moda, come le t-shirt, i giubbotti di pelle, le borchie e in generale l'abbigliamento feticista, lanciato oltreoceano da Ramones e Television, che caratterizzerà tutto il movimento punk. Inoltre egli iniziò a svolgere le funzioni da manager in una band chiamata The Swankers, che presto prese il ben più celebre nome di Sex Pistols (fu proprio lui a scegliere Johnny Rotten e Sid Vicious). La band ebbe subito un discreto successo a Londra, soprattutto nel sobborgo di Bromley, tanto che i primi fan del gruppo furono soprannominati il Bromley Contingent
I principali fondatori del punk rock britannico furono quindi i Sex Pistols, gruppo dalle sonorità rock & roll grezze, ispirate dai colleghi statunitensi, ma ulteriormente più marce, e soprattutto con atteggiamenti provocatori che scandalizzarono il Regno Unito e il mondo. Il punk, arrivato in Inghilterra ebbe un effetto diverso da quello che ebbe negli Stati Uniti, era una musica che scandalizzava grazie ai suoi atteggiamenti provocatori e un incitamento alla ribellione che portava spesso i giovani alla rivolta anche a causa di una forte crisi economica del paese.

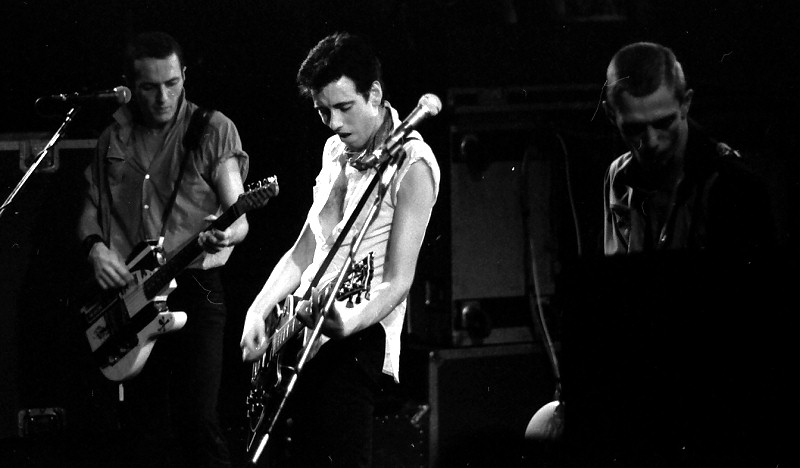
I Clash in concerto nel 1980 a Oslo. Da sinistra Strummer, Jones e Simonon.

Molti seguirono filosoficamente i Sex Pistols, alcuni estremizzarono questi atteggiamenti, alcuni seguirono solo il genere musicale, o rimasero più moderati.
Nei mesi seguenti, infatti, le band punk rock erano cresciute notevolmente sia come numero che come popolarità, spinte dal successo dei Pistols. A Londra si formarono The Damned, The Vibrators, The Slits, X-Ray Spex, Siouxsie & the Banshees, Eater, UK Subs, The Adverts, i London, e i Chelsea, che diventarono i Generation X. Gli Sham 69 iniziarono nell'Inghilterra sudorientale (Hersham). Nella zona di Manchester, alcuni concerti estivi dei Pistols ispirarono band come i Buzzcocks e la band inizialmente nota come Warsaw e in seguito come Joy Division. A Durham si formarono invece i Penetration e nel Surrey la band (molto influenzata dal mod revival) The Jam.
Altro evento di grande importanza avvenne il 4 luglio 1976, quando i Ramones e The Stranglers suonarono (come gruppo spalla dei Flamin' Groovies) dinnanzi a 2000 persone a Londra nel locale Roundhouse. La notte successiva, alcuni membri dei Sex Pistols e una nuova band punk rock inglese, i The Clash, parteciparono a un altro concerto dei Fast Four. Questi eventi segnarono un punto cruciale nella genesi del punk rock inglese.
Nell'ottobre del 1976 furono i The Damned a distribuire il primo singolo punk rock di una band inglese, con il nome di New Rose Il mese successivo fu la volta dei Sex Pistols con il singolo "Anarchy in the U.K.", mentre a dicembre Sex Pistols, The Clash, The Damned, e The Heartbreakers intrapresero il cosiddetto Anarchy Tour, una serie di concerti per tutto il Regno Unito. Il tour non ebbe però molta fortuna, visto che molte date furono cancellate dopo tutti i reportage dei mass-media sui comportamenti delle band e soprattutto dei loro fan. In particolare, a creare la non invitante fama delle band punk rock, fu il filmato che riprendeva il chitarrista dei Pistols Steve Jones in una violenta lite con un giornalista televisivo.
Il punk britannico si distingueva stilisticamente da quello americano, e diede vita a diversi importanti sottogeneri politicizzati e non, sviluppati in Gran Bretagna successivamente, come l'Oi!, lo street punk, l'anarcho punk e l'hardcore punk inglese (UK 82).

## Los Angeles

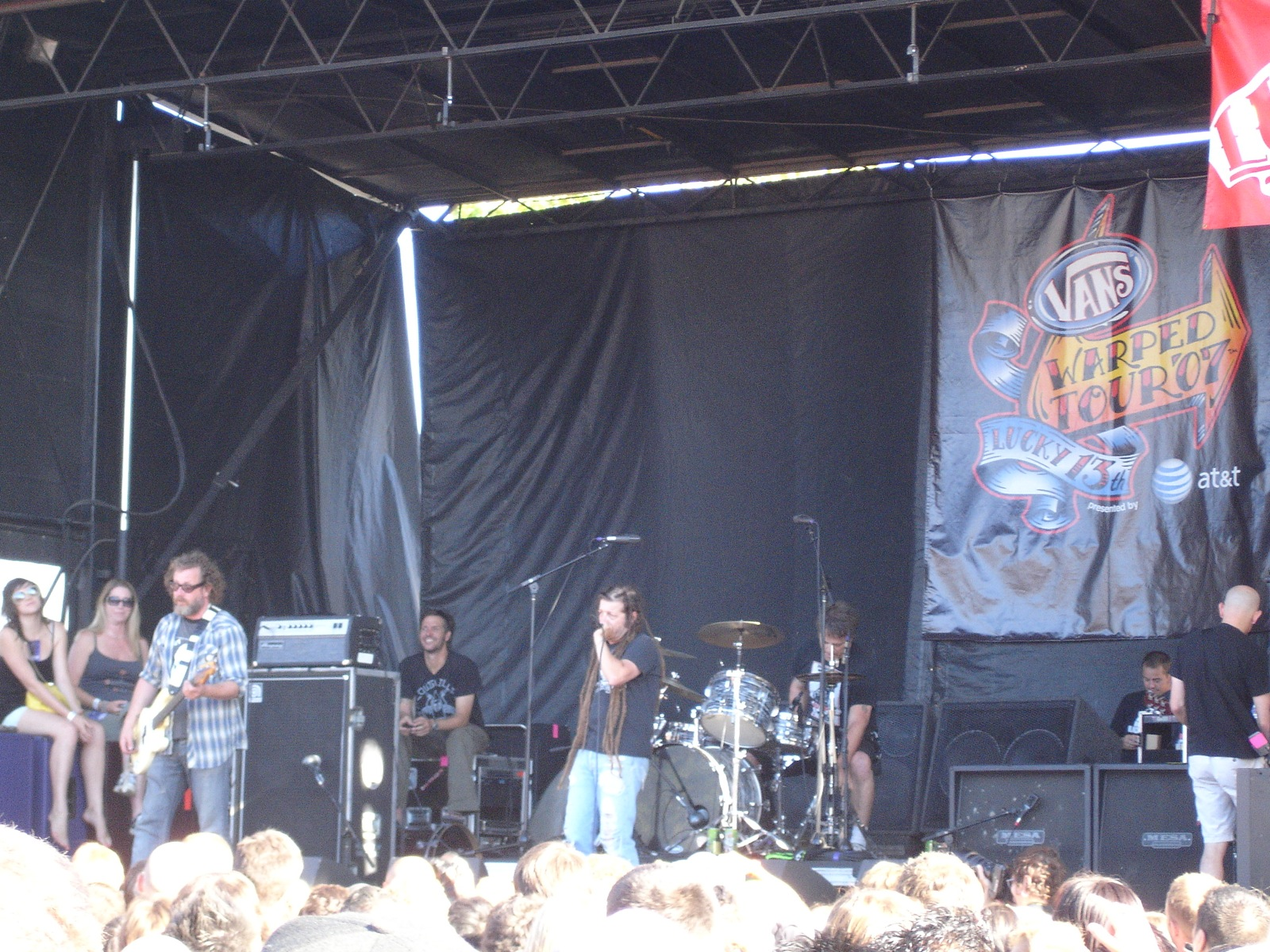
I Circle Jerks in concerto nel 2007 a Oslo.

L'ultima zona, ma non meno importante, dove si sviluppò il punk rock, fu l'area di Los Angeles e dintorni. La corrente californiana si distingueva dalle altre per le sonorità più dure, e al contempo di testi più politicizzati di quelli dell'east coast (caratteristica tratta dal punk britannico), caratteristiche che portarono il punk su strade più aggressive che poi diedero vita all'hardcore punk statunitense. Tra i fondatori della scena, troviamo i The Germs, seguiti poi dai Circle Jerks, The Weirdos, The Dickies che portarono il punk su strade più aggressive. Tuttavia la scena di L.A. cominciò effettivamente a svilupparsi a cavallo tra gli anni settanta e ottanta, quindi da considerarsi praticamente fuori dall'ondata, poiché, nonostante molti gruppi si formarono già attorno al 1977, cominciarono a incidere appena nei primi anni ottanta, tra questi The Weirdos, Fear, Social Distortion, Circle Jerks, Descendents e altri.
La scena di L.A. non era caratterizzata però solo dal punk più duro, ma fu l'area più importante per lo sviluppo delle prime forme di pop punk e melodic hardcore punk. Ma questo accadde solo negli anni ottanta inoltrati. Dagli anni novanta fino ai giorni nostri, è rimasta la zona statunitense più fertile, con l'esplosione del punk revival e di generi di maggiore presa commerciale come pop punk, skate punk e melodic hardcore punk.

## Alcuni gruppi punk rock anni '70

### Britannici
- 999
- Adicts
- Adverts
- Angelic Upstarts
- Buzzcocks
- Blitz
- Chelsea
- The Clash
- Cock Sparrer
- Cockney Rejects
- Damned
- Eater
- Eddie & the Hot Rods
- The Fall
- Flowers of Romance
- Generation X
- London
- The Nipple Erectors
- Penetration
- Pork Dukes
- Sex Pistols
- Sham 69
- The Stranglers
- The Vicious White Kids
- Siouxsie and the Banshees
- Stiff Little Fingers
- Skrewdriver
- Subway Sect
- The Jam
- The Lurkers
- U.K. Subs
- The Undertones
- Vibrators
- Ultravox
- Vice Squad
- Wire
- X-Ray Spex

### Statunitensi
- Ramones[15]
- Dead Boys
- Crime
- Television
- New York Dolls
- Dickies
- Blondie
- The Germs
- Circle Jerks
- Fear
- The Dictators
- Richard Hell
- Devo
- Heartbreakers
- Iggy Pop
- Mink DeVille
- Patti Smith
- The Pagans
- The Real Kids
- The Voidoids
- The Wipers
- Suicide
- Talking Heads
- X

### Di altre nazionalità
- Forgotten Rebels (Canada)
- Les Olivensteins (Francia)
- NoMeansNo (Canada)
- Radio Birdman (Australia)
- The Saints (Australia)
- Skiantos (Italia)
- Teenage Head (Canada)
- X (Australia)